# Фронт Української революції
Фронт Української Революції — українське повстанське військове з'єднання, що діяло протягом 1942—1943 роках на Волині, співпрацюючи з іншими українськими повстанськими угрупуваннями, такими як УНРА та обома крилами ОУН.

## Утворення
Поява Фронту української революції разом з іншими партизанськими національними формуваннями влітку-восени 1942 року на Волині стала прямим наслідком посилення німецького окупаційного терору на теренах України, остаточної військової поразки вермахту під Сталінградом, початком організованого збройного національного руху Опору в Україні.
ФУР утворився під керівництвом Тиміша Басюка (псевдо — Володимир Яворенко) — колишнього радянського офіцера. На початку радянсько-німецької війни 1941—1945 рр., як і багато інших радянських офіцерів та солдатів, лейтенант Т. Басюк потрапив до оточення, але, врятувавшись, приєднався до повстанського руху. протягом зими-весни 1942 року перебував у бандерівському підпіллі на Східному терені, на Дніпропетровщині, хоча сам членом ОУН не був. Пізніше, розчарувавшись у формах і методах діяльності ОУН(б), він пориває з націоналістичним підпіллям і повертається в рідні краї, де й організує партизанський загін — Фронт української революції.
Основу загону становили такі ж, як і він, колишні червоноармійці та представники українських націоналістів, які відійшли від бандерівців. На зразок Червоної армії в загоні був свій політвиховник «Остап», який проводив політичну роботу з вояками й населенням на принципах відданості демократичним ідеалам і традиціям національно-визвольних змагань 1917—1921 рр. в Україні.
Рух активно підтримали селяни, які втомилися від жорстокості німецької окупації, експропріації неймовірної кількості зерна та іншої сільськогосподарської продукції.

## Діяльність
До початку 1943 року ФУР займався переважно пропагандистсько-агітаційною діяльністю, збиранням зброї та амуніції, налагоджуванням зв'язків з іншими партизанськими загонами. Першою антинацистською акцією ФУР слід вважати напад його вояків на Кременецьку повітову друкарню в лютому 1943 року з метою захоплення її устаткування. На початку 1943 року Фронт української революції також здійснив декілька успішних бойових рейдів на Галичину.
У оперативно-тактичному плані Фронт української революції співпрацював з УНРА Тараса Бульби-Боровця, що діяла з весни 1942 року на Поліссі та збройними формуваннями ОУН(м) на чолі з поручником М. Недзведським («Хріном») та ОУН(б) (Бандери) (командир «Крук»), які виникли в лютому 1943 року на Кременеччині. Спільними зусиллями партизани захищали українські села та їхніх мешканців від німецьких окупантів, радянських партизанів та польських відділів Армії Крайової (АК).
До травня 1943 року підконтрольна територія Фронту української революції обмежувалася селами Борсуки, Снігурівка та кількома хуторами Лановецького району, а містом постійної дислокації його штабу був хутір Червона. В. Яворенко був противником великих загонів — завжди при ньому було до двох десятків бойовиків. На час акцій він збирав кілька сотень своїх прихильників, які після закінчення операції розходилися по сусідніх селах.
ФУР мав власну друкарню й видавав агітаційні матеріали.

## Ліквідація
З самого початку свого існування ФУР мав напружені відносини з бандерівським крилом ОУН, через її прагнення об'єднати всі повстанські загони під своїм керівництвом. Це призвело до непорозумінь у ФУР із загоном ОУН(б) на чолі з «Круком», з яким В. Яворенко не раз укладав військові угоди про спільні дії і навіть протягом декількох місяців 1943 року разом зі своїм загоном на правах бойової сотні воював під його керівництвом. Проте остаточно розірвати союз із бандерівцями Яворенко наважився тільки на початку червня 1943 року після невдалого спільного рейду з військовим загоном УПА на Східну Україну. Втративши в боях з німцями приблизно 50 бійців, залишки його відділу в складі 80 осіб перейшли на бік мельниківців.
Але військовий союз з ОУН-Мельника був нетривалим. 6 липня 1943 року місцевий партизанський загін мельниківців був оточений і роззброєний бандерівцями. Щоб якось зберегти свою самостійність, влітку 1943 року В. Яворенко іде на союз із Т. Бульбою-Боровцем. Проте восени того ж року він вимушений був розпустити людей і піти в підпілля, де й загинув наприкінці того ж року, імовірно, вбитий Службою безпеки ОУН(б).
У вересні 1943 року залишки Фронту української революції частково вступили до Української повстанської армії, а частково до Українського легіону самооборони.

## Значення
Разом із загонами Поліської Січі зуміли створити сильний опір німецьким окупантам та завдали серйозних втрат партизанській армії Сидора Ковпака.